# V (álbum de Complexo J)
V é o quinto álbum de estúdio da banda brasileira de rock cristão Complexo J, lançado em meados de 1996.
O disco, mais pop ainda que os anteriores e com mais composições de Paulo Richard, teve a participação de Marcos Kinder. Foi lançado pela gravadora Gospel Records.
| Críticas profissionais | Críticas profissionais |
| Avaliações da crítica  | Avaliações da crítica  |
| Fonte                  | Avaliação              |
| ---------------------- | ---------------------- |
| O Propagador           | [ 4 ]                  |

## Faixas
1. "Nunca Vi"
2. "Conversão"
3. "Sempre Te Vejo"
4. "Doce Presença"
5. "25 Anos"
6. "Caminho Perfeito"
7. "Palavras"
8. "Guerreiro Invencível"
9. "Meu Coração"
10. "Poderoso"